# Isade maa
Isade maa (deutsche Übersetzung Lied der Freiheit) ist der Titel eines Romans des estnischen Schriftstellers August Gailit (1891–1960), der 1935 erstmals erschien.

## Ausgaben
August Gailit hatte seit 1910 über zehn Bücher publiziert und 1928 mit dem Roman Toomas Nipernaadi seinen größten Erfolg verbucht. Vermutlich schrieb er direkt danach Isade maa, wovon eine erste Fassung bereits 1930 fertig gewesen sein muss, wie aus Gailits Korrespondenz hervorgeht. Dennoch erschien der Roman erst fünf Jahre später. Die zweite Auflage kam 1946 im Exilverlag ORTO in Vadstena heraus. Eine Neuausgabe in Estland war erst nach der Wiedererlangung der Unabhängigkeit möglich. Schließlich kam der Roman noch einmal innerhalb der Romanserie der estnischen Zeitung Päevaleht heraus.

## Inhalt
Der Roman behandelt den Estnischen Freiheitskrieg, in dem Gailit selbst Kriegsberichterstatter gewesen war. Bei der Abfassung des Romans soll er sich dementsprechend auf seine eigenen Frontberichte aus dem Postimees gestützt haben. Dennoch ist der Roman kein patriotischer Kriegsroman im herkömmlichen Sinne, wie der Titel vielleicht vermuten lässt. Vielmehr ist auch in diesem Roman der groteske Fabulierer Gailit erkennbar, der keineswegs eine realistische Darstellung des Kriegsgeschehens bringt, sondern viele Kriegsszenen absurd überhöht darstellt. Bereits der erste Satz des Romans lässt das durchschimmern: „Aus dem Osten kommt es heran wie ein gewaltig schwellender Sturm, wie das zornige Brausen und Heulen steigender Wasserfluten, die, am Ufer angekommen, zu Schaum und Staub zerschellen.“
In 21 Kapiteln werden zahlreiche Charaktere – der Roman hat in dem Sinne keine Hauptperson – und auch vereinzelte Kriegsepisoden beschrieben. Dabei rückt der Autor meist die ungewöhnlichen Ereignisse in den Vordergrund, die möglicherweise einen wahren Kern haben, von Gailit jedoch besonders ausgeschmückt werden. Beispielsweise spielt im zweiten Kapitel ein estnischer Soldat russische Lieder auf einer Ziehharmonika, woraufhin die Gegner gerührt aus ihrem Versteck kommen. Danach haben die Esten leichtes Spiel mit ihnen. Dahinter steckt andererseits auch ein Fünkchen Wahrheit, da es in der Realität durchaus Verbrüderungsszenen gegeben hat. Ebenso ist die Schlussszene, in der einer der Soldaten stirbt, nicht ohne einen gewissen Symbolwert: Der Sterbende erinnert sich an eine Begebenheit aus den ersten Kriegstagen, als er gegen einen übermächtigen Gegner kämpfte: „‚Natürlich war es ein Wahnsinn, mit sechs Mann gegen eine Kompanie anzurennen‘, sagte er leise, ‚so wie jede große Sehnsucht ein Wahnsinn ist. Doch nur Helden und mutige Völker tragen eine große Sehnsucht in ihrem Herzen, und je wahnsinniger sie ist, um so schneller geht sie in Erfüllung!‘“

## Rezeption
Die zeitgenössische Kritik war teilweise empört, weil der Roman nicht dem herkömmlichen, patriotischen Klischee entsprach. Nur wenige Kritiker sahen schon damals die tiefere Bedeutung des Romans. Mit zunehmendem Abstand ist der Roman jedoch immer höher bewertet worden; zuletzt wurde in ihm sogar eine „Vorahnung des Postmodernismus“ erkannt. Der estnische Autor und Literaturwissenschaftler Jaan Undusk stellt das Werk in die Tradition von  Jaroslav Hašeks Der brave Soldat Schwejk und Miguel de Cervantes’ Don Quijote.

## Rezeption in Deutschland
Die erste deutsche Übersetzung des Romans erschien 1938, sieben Jahre nach Gailits Debüt in Deutschland. Ein Rezensent wies auf Parallelen zu Hermann Löns hin, was zweifellos dem Zeitgeist geschuldet war.
Ebenfalls den Zeitumständen zu verdanken ist die Tatsache, dass der Roman eine zweite Auflage erhielt, und zwar nunmehr als sogenannte „Frontbuchausgabe“ für die Soldaten der Wehrmacht. Damit dürfte der Roman eine gewisse Verbreitung erlangt haben, da die normale Auflage der Frontbuchhandelsausgaben zwischen 5.000 und 10.000 Exemplaren lag.

## Trivia
Das heute bekannte deutsche Wort Sauna – ein Lehnwort aus dem Finnischen (finn. sauna) – war in den 1930er-Jahren noch nicht verbreitet und taucht 1941 zum ersten Mal im Duden auf. Es ist seitdem unstrittig weiblich: die Sauna – vermutlich wegen des auslautenden a. Im Estnischen, das eng mit dem Finnischen verwandt ist, lautet das entsprechende Wort jedoch saun. Hieraus nun hat die Übersetzerin Erna Pergelbaum ein Lehnwort ins Deutsche einzuführen versucht, das dementsprechend Saun lautete – und männlich ist: „Endlich kamen sie zu einem kleinen Saun, einem Badehause am Rande des Dorfes, und traten durch die schmale Tür ein. Der Saun war lange nicht geheizt worden, hier war es kalt und dämmerig, von den liegengebliebenen Birkenquasten roch es faulig und schal.“ Bekanntlich hat sich diese Version jedoch nicht durchgesetzt.

## Übersetzungen in andere Sprachen
- Lettisch: Senču zeme. No igaunu valodas ar autora atlauju tulkojis Leo Švarcs. New York: V. Štals 1954. 277 S.

## Weiterführende Literatur
- Hugo Raudsepp: August Gailit: Isade maa, in: Eesti Kirjandus 1/1936, S. 42–44.
- Ernst Altendorff: Lied der Freiheit, in: Die Literatur 41 (1938/39), S. 633.
- Ülo Matjus: Kunst ja Vabadussõda, in: August Gailit: Isade maa. Tartu: Ilmamaa 1996, S. 263–271.
- Jaan Undusk: August Gailit „Isade maa“, in: Eesti Päevaleht 6. Februar 2009.